# Serhij Bilousjtjenko
Serhij Oleksandrovytj Bilousjtjenko (ukrainska: Сергій Олександрович Білоущенко), född den 16 september 1981 i Tjaplynka i  Ukrainska SSR, Sovjetunionen, är en ukrainsk roddare.
Han tog OS-brons i scullerfyra i samband med de olympiska roddtävlingarna 2004 i Aten.